# David S. Oderberg
David S. Oderberg, född 1963, är en australisk filosof och författare. Oderberg är professor vid University of Reading i Reading i Storbritannien.